# Edouard Manduau

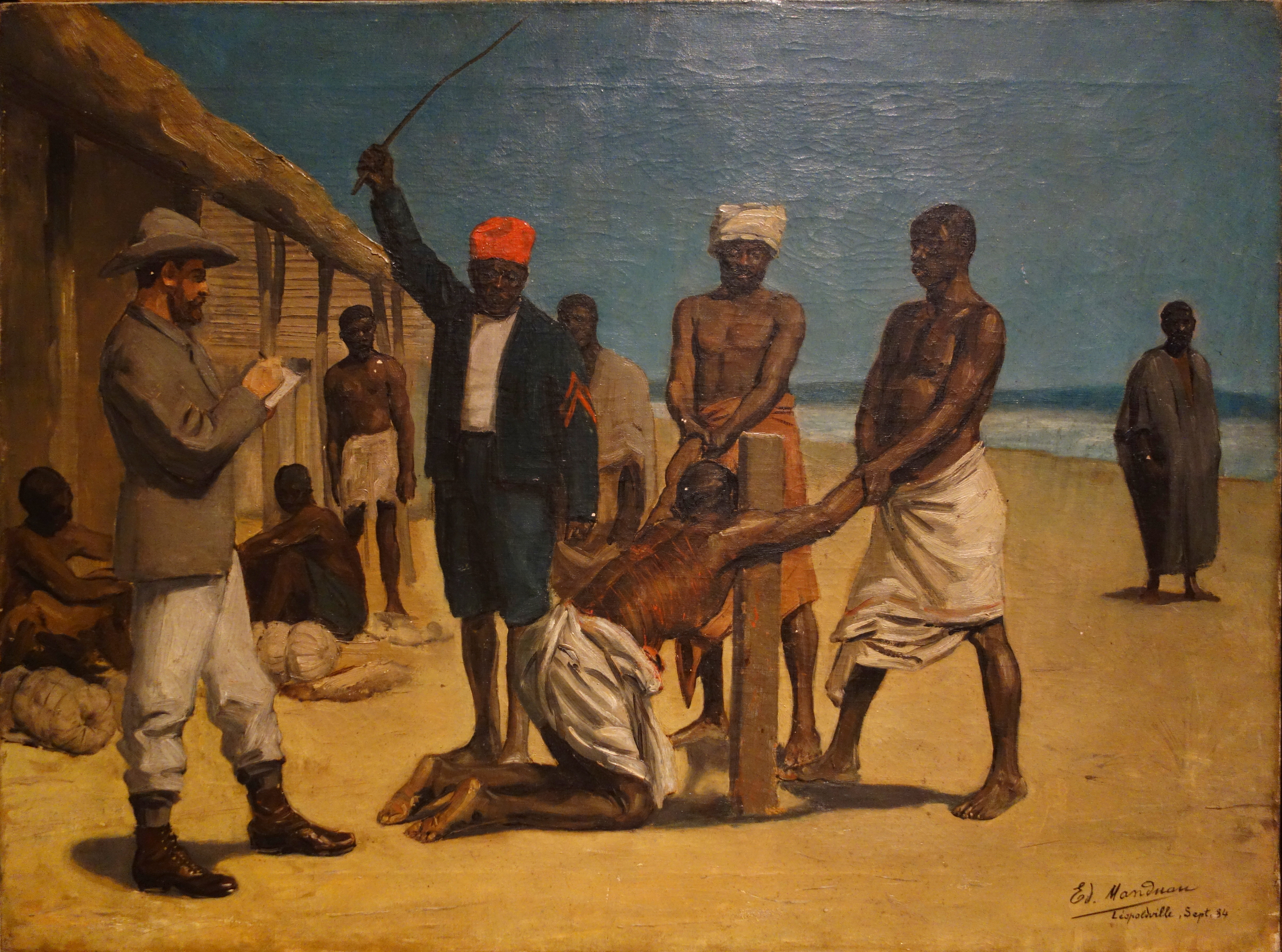
De beschaving in Congo, 1884. Getuigenis van een afranseling met de chicotte in Leopoldstad.

Edouard Jean Marie Manduau (Elsene, 1855 - Nieuwpoort, 1938) was een Belgische landschapschilder en aquarellist die vooral bekend is om zijn werk in Kongo-Vrijstaat en zijn afbeeldingen van de landschappen rond Brussel.

## Biografie
Manduau werd geboren te Elsene en studeerde in kunstacademiën in Londen en Brussel (1871), waar hij een klasgenoot en vriend was van James Ensor. Hij nam deel aan de Exposition générale des Beaux-Arts (1881), maar bleef op gebied van schilderen eerder een dilettant. Hij werd kapitein op een zeilschip van de Engelse marine. In 1884 sloot hij zich aan bij de Association internationale du Congo, waar hij als luitenant expedities en publieke projecten leidde. Zijn tekeningen en schilderijen, zowat 70 stuks, vormen een waardevol verslag van Congo en het Congolese volk. In maart 1885 keerde hij uitgeput door ziekte naar België terug. Zijn collectie, waar nodig geretoucheerd door Edouard-Henri Navez, was te bezichtigen in Brussel op een private tentoonstelling (L'Exposition du Congo in het Alhambra). Hij kreeg veel positieve reacties en werd door kunstcriticus Lucien Solvay zelfs uitgeroepen tot stichter van de schildersschool van Congo. Het kritische schilderij La Civilisation au Congo was echter niet vermeld op de lijst van tentoongestelde werken. Uit protest tegen de "beschavingsmethodes" die in Congo werden toegepast, ging Manduau aan de slag ging bij de oppositiekrant Le Moniteur du Congo. Het tweede nummer bracht zijn subversieve Civilisation au Congo als gravure op de voorpagina. Later verzoende hij zich met de koloniale machten en kreeg hij verschillende decoraties. In 1898 werd hij tekenaar voor het tijdschrift Mouvement géographique. In 1933 stelde hij zijn werken tentoon in de Salon des Artistes congolais. Manduau overleed in Nieuwpoort in 1938. Zijn oeuvre wordt vandaag bewaard in het Koninklijk Museum voor Midden-Afrika in Tervuren.